# Акита-Комагатаке
Акита-Комагатаке (яп. 秋田駒ヶ岳) — вулкан, расположен на японском острове Хонсю в префектуре Акита.
Акита-Комагатаке — стратовулкан, высотой 1637 метров. Располагается возле озера Тадзава. Вулкан имеет 2 конуса.
Сам вулкан возник в эпоху плейстоцена. Примерно между 13500 и 11600 лет тому назад в результате извержения вулкана образовались 2 кальдеры диаметром 1200 и 1500 метров, которые и в настоящее время расположены у его подножия. Поток лавы при извержениях направлялся преимущественно на север и восток от вершины вулкана. Также известны и извержения вблизи кальдер, рядом с которыми образовались трещины в земной коре.
Довольно мощные извержения наблюдались в 1932 и в 1970-71 годах.
Извержение 21 июля 1932 года было стромболианского типа. К северу-востоку от вулкана образовалось 11 прогалин шириной 600 метров каждая. Вся растительность на расстоянии 2 километров была уничтожена. Человеческих жертв и разрушений удалось избежать, так как вулкан на тот период находился вдали от населённых пунктов.
18 сентября 1971 года началось вновь похожее извержение, которое было в 1932 году. Извержения вулкана ничто не предвещало, в районе не было зафиксировано какой-либо сильной сейсмической активности. Было лишь зафиксировано повышение фумарольной активности вулкана. Снова тип извержения был похож на стромболианский. Потоки лавы извергались очень активно. Но они прошли на незначительное расстояние, 200 метров в ширину и 600 метров в длину. 25 января 1971 года потоки лавы прекратили извергаться.
По состоянию на 2012 год вулкан ведёт себя спокойно, местные горячие источники население использует для своих нужд.